# George Maharis

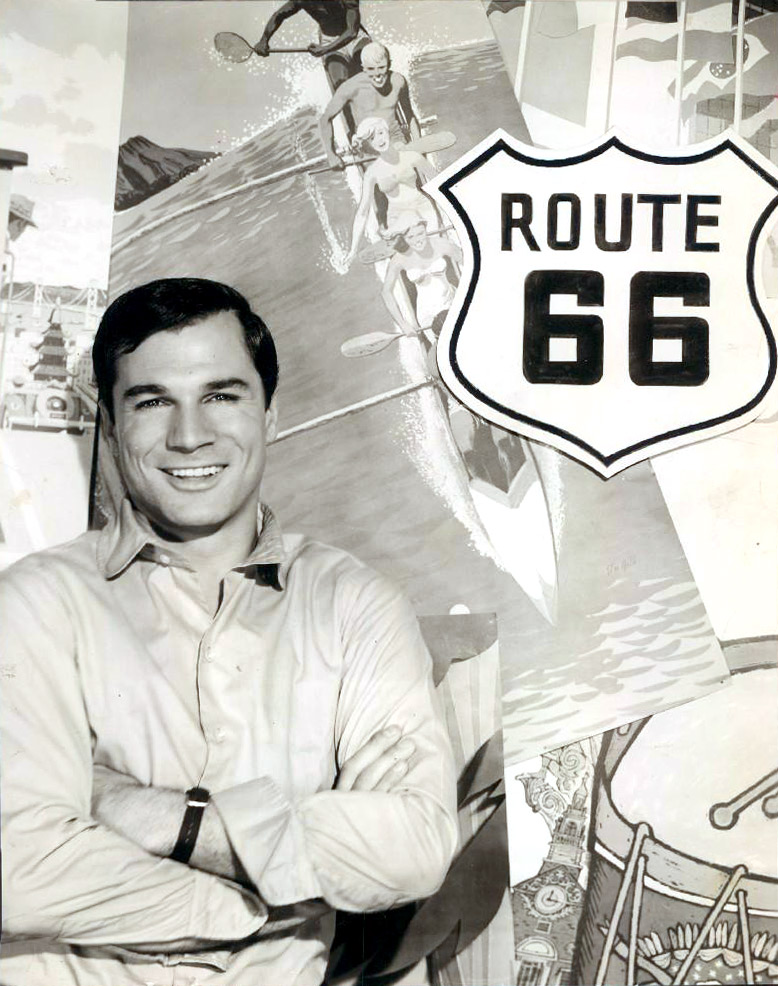
George Maharis w Route 66 (1962)

George Maharis, właściwie George Mahairas (ur. 1 września 1928 w Astorii, zm. 24 maja 2023 w Beverly Hills) – amerykański aktor telewizyjny i filmowy i piosenkarz.

## Życiorys

### Wczesne lata
Urodził się w Astorii w Queens, w okręgu Nowego Jorku, w stanie Nowy Jork jako jedno z siedmiorga dzieci imigrantów greckich. Pomimo że jego ojciec był w branży restauracyjnej, George miał wczesne ambicje, by być profesjonalnym piosenkarzem. 
Uczęszczał do nowojorskiego liceum Flushing High School. Przez 18 miesięcy służył w Korpusie Piechoty Morskiej Stanów Zjednoczonych.

### Kariera
W latach 1962-66 nagrał siedem albumów dla Epic Records. Jednak gdy jego struny głosowe zostały nadwyrężone, Maharis zwrócił się w stronę aktorstwa. Studiował w Neighborhood Playhouse z Sanfordem Meisnerem oraz Actors Studio z Lee Strasbergiem. Pojawił się w produkcjach off-broadwayowskich, w tym Ścisły nadzór (Haute Surveillance) Jeana Geneta. W 1960 za rolę Jerry’ego w sztuce Edwarda Albeego Zoologiczna opowieść (The Zoo Story) otrzymał nagrodę Theatre World. Wystąpił potem w serialach takich jak The Goodyear Television Playhouse (1957), Studio One, Kraft Television Theater, Naked City (1959–60) i filmie Otto Premingera Exodus (1960) obok Paula Newmana. 
W operze mydlanej CBS Search for Tomorrow (1960-1961) zagrał Buda Gardnera, jednego z krewnych Joanne Gardner, który poślubił Janet Bergman Collins. Rola tułacza Buza Murdocka w serialu CBS Route 66 (1960–63) przyniosła mu w 1962 nominację do nagrody Emmy. W 1965 zdobył nagrodę Laurel, przyznawaną przez magazyn „Motion Picture Exhibitor”.
Występował w klubach w Las Vegas i był jednym z pierwszych gwiazdorów, którzy pozowali nago do zdjęć dla magazynu „Playgirl” (lipiec 1973). W późniejszych latach Maharis skoncentrował się na malarstwie impresjonistycznym. Na początku lat 90. w pełni przeszedł na emeryturę. 

## Życie prywatne
W 1967 został aresztowany pod zarzutem lubieżnego zachowania, a 21 listopada 1974 pod zarzutem perwersji seksualnej wraz z 33–letnim fryzjerem Perfecto Tellesem w związku z wykorzystywaniem męskich toalet na stacji benzynowej w Los Angeles jako miejsca spotkań seksualnych. Został zwolniony za kaucją w wysokości 500 dolarów. Jednak oba zarzuty zostały później oddalone, a on przyznał się do wykroczeń polegających na zakłócaniu spokoju w 1967 i wtargnięciu na teren miasta w 1975.
Zmarł 24 maja 2023 w swoim domu w Beverly Hills w wieku 94 lat po zarażeniu się zapaleniem wątroby.

## Filmografia

### Filmy fabularne
- 1953: Marty jako mężczyzna przy Dance Hall
- 1958: Krokodyl (The Mugger) jako Nicholas Grecco
- 1960: Exodus jako Yoav
- 1965: Sylwia (Sylvia) jako Alan Macklin
- 1965: Szatański wirus (The Satan Bug) jako Lee Barrett
- 1967: Zdarzenie (The Happening) jako Taurus
- 1967: Pakt ze śmiercią (A Covenant with Death) jako Ben Lewis
- 1969: Poszukiwacze ziemi (Land Raiders) jako Pablo Cardenas
- 1969: Desperados (The Desperados) jako Jacob Galt
- 1969: Mnich (The Monk) jako Gus Monk
- 1970: Ostatni dzień wojny (El Último día de la guerra) jako sierżant Chips Slater
- 1975: Zabójstwo na Locie 502 (Murder on Flight 502) jako Robert Davenport
- 1982: Miecz i czarnoksiężnik (The Sword and the Sorcerer) jako Machelli, doradca Cromwella
- 1993: Podwójne wcielenie (Doppelganger) jako Mike Wallace

### Seriale
- 1953: The Philco Television Playhouse jako tancerz w klubie tanecznym
- 1960-61: Search for Tomorrow jako Bud Gardner
- 1960–63: Route 66 jako Buz Murdock
- 1963: The Judy Garland Show
- 1970-71: Najbardziej niebezpieczna gra (The Most Deadly Game) jako Jonathan Croft
- 1971: Centrum Medyczne (Medical Center) jako Evan Kenbrook
- 1971: Nocna galeria (Night Gallery) jako Peter Lacland
- 1972: Cannon jako Paul Stubber
- 1973: Barnaby Jones jako Warren Davis
- 1973: Mission: Impossible jako Thomas Bachman
- 1974: Thriller jako Mark Fields
- 1974: Nakia jako Joe Arnold
- 1974: Szeroke światowe misterium (Wide World Mystery) jako Walter
- 1974: Shaft jako Wally Doyle
- 1974: McMillan i jego żona (McMillan & Wife) jako Walter Webley
- 1974: Marcus Welby, lekarz medycyny (Marcus Welby, M.D.) jako Curtis Haynes
- 1976: Pogoda dla bogaczy (Rich Man, Poor Man) jako Joey Quayles
- 1976: Dobre niebiosa (Good Heavens) jako Gary Lawrence
- 1976: Ellery Queen jako dr Tony Bender
- 1976: Jigsaw John jako Robert Derek
- 1977: Pióro i ojcowski gang (The Feather and Father Gang) jako Sherwin
- 1977: Przełącznik (Switch) jako Clouston
- 1977: Kojak jako Dzwonnik
- 1978: Fantastyczna wyspa (Fantasy Island) jako Lowell Benson
- 1978: Ucieczka Logana (Logan's Run) jako Gavin
- 1979: Fantastyczna wyspa (Fantasy Island) jako Joe Capos
- 1980: Fantastyczna wyspa (Fantasy Island) jako prof. Alan Blair / Mario Ferini
- 1981: Fantastyczna wyspa (Fantasy Island) jako dr Hal Workman
- 1982: Fantastyczna wyspa (Fantasy Island) jako Jack Becker
- 1984: Matt Houston jako dr Charles Brockway
- 1989: Superboy jako Jack McAlister
- 1990: Napisała: Morderstwo (Murder, She Wrote) jako Alex Burton
- 1990: Napisała: Morderstwo (Murder, She Wrote) jako Charlie Emmet Cosmo, Esq.

## Dyskografia

### Albumy

#### Longplaye
- 1962: George Maharis Sings! Epic LN 24001/BN 26001
- 1962: Portrait in Music Epic LN 24021/BN 26021
- 1963: Just Turn Me Loose! Epic LN 24037/BN 26037
- 1963: Where Can You Go For a Broken Heart? Epic LN 24064/BN 26064
- 1964: Make Love to Me Epic LN 24079/BN 26079
- 1964: Tonight You Belong to Me Epic LN 24111/BN 26111
- 1966: New Route: George Maharis Epic LN 24191/BN 26191

#### CD reedycje
- 1995: George Maharis & John Davidson (utwory z płyty George Maharis Sings!) Sony 28950
- 2000: George Maharis Sings!/Portrait in Music (2 LP na 1 CD) Kolekcje ASIN B00004TRWR

#### Single
- 1962: „After the Lights Go Down Low” ~ „Teach Me Tonight” Epic 5-9504
- 1962: „They Knew About You” ~ „Love Me as I Love You” Epic 5-9522
- 1962: „I'll Never Smile Again” ~ „Can't Help Falling In Love” Epic 5-9545
- 1962  „(Get Your Kicks On) Route 66” ~ „You Must Have Been A Beautiful Baby” Epic 3-9548
- 1962: „Baby Has Gone Bye Bye” ~ „After One Kiss” Epic 5-9555
- 1963: „Don’t Fence Me In” ~ „Alright, Okay, You Win” Epic 5-9569
- 1963: „Where Can You Go (For a Broken Heart)” ~ „Kiss Me” Epic 5-9600
- 1963: „That’s How It Goes” ~ „It Isn’t There” Epic 5-9613
- 1963: „It’s a Sin to Tell a Lie” ~ „Sara Darling” Epic 5-9653
- 1964: „Tonight You Belong to Me” ~ „The Object of My Affection” Epic 5-9696
- 1965: „I’m Coming Back for You” ~ „Lonely People Do Foolish Things” Epic 5-9753
- 1965: „Where Does Happiness Go” ~ „More I Cannot Do”     Epic 5-9772
- 1965: „You Always Hurt the One You Love” ~ „Quien Sabe? (Who Knows? Who Knows?)” Epic 5-9844
- 1965: „A World Without Sunshine” ~ „Ivy” Epic 5-9858
- „Teach Me Tonight” ~ „Baby Has Gone Bye Bye” (co najmniej jedna reedycja na Memory Lane)